# Tougher Than the Rest
Tougher Than the Rest è il quarto singolo estratto da Tunnel of Love, l'ottavo album in studio del cantautore statunitense Bruce Springsteen. È stato pubblicato in diversi paesi, ma non negli Stati Uniti. Ha raggiunto il terzo posto in Svizzera, ed è inoltre entrato nella top 20 delle classifiche di Regno Unito, Paesi Bassi e Austria.

## Storia
Come gran parte dell'album Tunnel of Love, Tougher Than the Rest è stata registrata nello studio casalingo di Springsteen, chiamato Thrill Hill East, tra il gennaio e il maggio del 1987 con alcuni membri della E Street Band. In questa canzone, Springsteen ha suonato diversi strumenti ed è stato accompagnato dall'organo di Danny Federici e dalla batteria di Max Weinberg. Nonostante sia stato concepito originariamente come brano rockabilly, la versione finale si contraddistingue per un ritmo più lento e metodico.
All'interno dell'album, Tougher Than the Rest rappresenta la seconda traccia in scaletta, seguendo l'acustica Ain't Got You, e introducendo le atmosfere che caratterizzeranno il resto del disco. Il suono del sintetizzatore è stratificato e melodico, mentre la batteria si rivela cupa, pesante e minacciosa. La voce di Springsteen è anch'essa minacciosa e vanagloriosa quando canta i semplici, ma eleganti, versi che descrivono la sua sensazione di innamoramento.
Ambientata durante un sabato sera, la canzone descrive una coppia di innamorati in cerca di riscatto dopo alcune delusioni avute da relazioni precedenti. Il cantante riconosce di non essere un "handsome Dan" (prestante Dan) o un "sweet talking Romeo" (persuadente Romeo) e ammette di aver già varcato quella strada almeno una volta. Egli non è infastidito dall'idea che anche la donna abbia potuto provare le stesse sensazioni in passato. Anche se è consapevole di come l'amore possa rivelarsi confuso e difficile, il cantante afferma di essere pronto a questo, ma insiste sul fatto che la donna deve dimostrarsi altrettanto disposta a correre dei rischi. La canzone rimanda per certi versi a uno dei primi brani di Springsteen, Thunder Road, in cui egli cantava di voler fuggire assieme alla propria amata. Ma a differenza di allora, qui gli obiettivi di Springsteen sono più realistici – piuttosto che cercare la fuga con la sua donna, il cantante si accontenta adesso di chiedere a lei di ballare insieme a lui. Nel contesto di questa canzone, la frase: "There's another dance / All you gotta to do is say yes" ("Ecco un altro ballo, tutto ciò che devi fare è dire sì") è un'allusione all'opportunità di innamorarsi nuovamente.
Springsteen ha dichiarato di aver composto questa canzone pensando alle dolci armonie vocali degli Everly Brothers e alla chitarra con effetto twang di Duane Eddy. La versione utilizzata nel video musicale differisce nell'arrangiamento da quella presente nell'album, e si caratterizza per la presenza dei fiati arrangiati da Little Steven.

## Video musicale
Il video musicale della canzone presenta riprese di un concerto dal vivo inframezzate da vignette che mostrano coppie di innamorati durante il Tunnel of Love Express Tour. Il video immortala Springsteen e la corista Patti Scialfa che cantano mentre si guardano intensamente negli occhi, quasi a simboleggiare la coppia che all'epoca stavano per diventare nelle vita reale. Come alcuni altri videoclip estratti dall'album Tunnel of Love, tra cui Brilliant Disguise, Tunnel of Love e One Step Up, il video di Tougher Than the Rest è stato diretto da Meiert Avis.

## Esibizioni dal vivo
Tougher Than the Rest si è rivelata abbastanza popolare nei concerti dal vivo. Accanto a Brilliant Disguise e Tunnel of Love, si tratta del terzo e unico brano dell'album che è stato suonato diverse volte nel corso degli anni. Durante il Tunnel of Love Express Tour, la canzone aveva solitamente il compito di aprire il secondo set in scaletta. Una versione dal vivo del brano, registrata presso il Los Angeles Memorial Sports Arena il 27 aprile 1988, è stata pubblicata nell'EP Chimes of Freedom.

## Cover
Emmylou Harris ha registrato la cover di maggior successo di questa canzone. Una versione registrata da Chris LeDoux ha raggiunto la posizione numero 67 della Hot Country Songs nel 1995. Altre cover sono state incise da Title Tracks, Everything but the Girl, Greg Hawks, The Mendoza Line, Darren Hayes, Travis Tritt e Camera Obscura. Cher ha cantato il brano durante il suo Heart of Stone Tour e l'ha incluso come traccia bonus nel DVD Live at the Mirage estratto da quel tour.

## Tracce
7" Single CBS 651641-7
1. Tougher Than the Rest – 4:35
2. Tougher Than the Rest (Live) – 6:35

12" Single CBS 651641-6
1. Tougher Than the Rest – 4:35
2. Tougher Than the Rest (Live) – 6:35
3. Be True (Live) – 4:46
4. Born to Run (New Live) – 5:15

CD-Single CBS 651641-3
1. Tougher Than the Rest – 4:35
2. Roulette – 3:46
3. Be True (Live) – 4:46
4. Born to Run (New Live) – 5:15

## Classifiche
| Classifica (1988) | Posizione massima |
| ----------------- | ----------------- |
| Australia         | 35                |
| Austria           | 11                |
| Belgio (Fiandre)  | 22                |
| Francia           | 65                |
| Germania          | 25                |
| Irlanda           | 10                |
| Italia            | 22                |
| Paesi Bassi       | 17                |
| Regno Unito       | 13                |
| Spagna            | 19                |
| Svizzera          | 3                 |